# Birkhof (Aalen)
Birkhof ist ein Weiler des Stadtteils Unterkochen der Stadt Aalen im Ostalbkreis in Baden-Württemberg.

## Beschreibung
Der Ort liegt etwa einen Kilometer nördlich der Bebauung von Unterkochen und etwa zwei Kilometer südöstlich der Aalener Altstadt.
Birkhof liegt am Rande des Tales des etwas nordwestlich verlaufenden Kocherzuflusses Pflaumbach.
Naturräumlich liegt der Ort im Vorland der östlichen Schwäbischen Alb, genauer auf den Goldshöfer Terrassenplatten, direkt hinter Birkhof beginnt der Albtrauf.

## Geschichte
Der Ort wurde das erste Mal im Jahre 1361 als „zu den Pircken“ erwähnt. Birkhof gehörte 1401, zu dieser Zeit „Birkachhof“ genannt, der Aalener Familie Klebsattel. Später kam der Ort an die Kirchenpflege Unterkochen.